# Roemer- und Pelizaeus-Museum Hildesheim/Sonderausstellungen
Die folgende Liste enthält die Sonderausstellungen des Roemer- und Pelizaeus-Museums Hildesheim seit dem Jahr 1967 in chronologischer Reihenfolge.

## Liste
- 1967: Der Tschad – ein Land mit Zukunft und Tradition
- 1973: Gabun – gestern und heute
- 1976: Echnaton – Nofretete – Tutanchamun
- 1977: Gold aus Peru
- 1978: Sumer, Assur, Babylon. 7000 Jahre Kunst und Kultur zwischen Euphrat und Tigris
- 1979: Götter und Pharaonen
- 1980: Gold der Thraker
- 1981: Kunstschätze aus China
- 1982: Lascaux – Höhle der Eiszeit
- 1983: Kunstschätze aus Alt-Nigeria
- 1984: Max Klinger –  Wege zum Gesamtkunstwerk
- 1985: Nofret – Die Schöne. Die Frau im Alten Ägypten
- 1986: Glanz und Untergang des Alten Mexico. Die Azteken und ihre Vorläufer
- 1987: Ägyptens Aufstieg zur Weltmacht
- 1988: Albanien. Schätze aus dem Land der Skipetaren
- 1990–1991: Ägypten – Suche nach Unsterblichkeit
(auch: Suche nach Unsterblichkeit – Totenkult und Jenseitsglaube im Alten Ägypten)
Da das Roemer- und Pelizaeus-Museum in Hildesheim unter großen Platzproblemen litt, konnten nur Teile des Bestandes der Öffentlichkeit zugänglich gemacht werden. Sporadisch wurde die Dauerausstellung daher durch thematische Sonderausstellungen ergänzt. Organisiert wurde diese Ausstellung von der Kuratorin Bettina Schmitz. Aus dem Magazinbestand wurden Artefakte zusammengestellt, die mit den zum Teil recht verschiedenen Jenseitsvorstellungen und den unterschiedlichen Totenkulten zusammenhingen. Der Katalog verzeichnet 38 zum Teil hochklassige und mehrteilige Ausstellungsstücke. Dazu gehören Mumien, Mumienmasken, Sarkophage und Särge, Amulette, Grabreliefs, Uschebti-Figuren, Kanopen, Darstellungen von Totengöttern in verschiedenen Formen und ein Totenbuch. Den Katalog vervollständigten Auszüge aus ägyptischen Totenbüchern. Zur Ausstellung gehörten auch vom US-amerikanischen Ägyptologen Norman de Garis Davies zwischen 1907 und 1910 angefertigte Kopien der Wandmalereien aus dem Grab des Nacht, die jedoch nicht im Katalog aufgeführt sind. Sie wurden im Rahmen der Ausstellung vom Besitzer, dem Metropolitan Museum of Art, erstmals in Europa gezeigt.
- 1992: Die Welt der Maya. Archäologische Schätze aus drei Jahrtausenden
- 1993: Dinosaurier
- 1994: Geheimnisvolles altes Mexiko. Die Kunst der Azteken
- 1994: China, eine Wiege der Weltkultur. 5000 Jahre Erfindungen und Entdeckungen
- 1995: Versunkene Königreiche Indonesiens
- 1996: Insekten! Die heimlichen Herrscher
- 1997: Das Geheimnis der Mumien
- 1997: Picasso –  Meister der Vielfalt
- 1998: James Bond. Spieler und Spion
- 1999: EisZeit. Das große Abenteuer der Naturbeherrschung
- 2000: Uwe Bremer – Aviatika. Flug und Trug, Ordnung und Entropie
- 2000: Asterix, Barbarella & Co.
- 2000: Ägypten. Schätze aus dem Land der Pharaonen
- 2000–2001: Ren Pong. Papierschnitte - Holzobjekte - Installationen
- 2000–2001: Porzellan chinesischer Herkunft
- 2000–2001: Schätze aus dem kaiserlichen Japan
- 2000–2001: Auge in Auge mit Afrika
- 2001: Siegfried Neuenhauser: Bauarbeiter
- 2001: Heinrich von Kleist by Frank Stella
- 2001: Out of Print – Britische Grafiken von 1946 bis 1976
- 2002: Aus Casten, Capsulen und Regalen –  Historische Dokumente aus dem Stadtarchiv Hildesheim
- 2002–2003: Napoleon Bonaparte – Zar Alexander I. Epoche zweier Kaiser
- 2003: Placido Zuloaga. Spanische Schätze aus der Sammlung Khalili, London
- 2003–2004: Jenseits der Großen Mauer. Antike Bronzen der asiatischen Steppenvölker aus der Arthur M. Sackler Foundation, New York
- 2004: Meisterwerke Ägyptischer Kunst. Schätze aus dem Myers Museum am Eton College
- 2005: Aus der Wunderkammer Chiddingstone Castle. Pharaonen – Buddhas – Samurai
- 2005–2006: Europa und Ägypten. Kulturbegegnungen von den Griechen bis zu Winckelmann
- 2006: 30 Jahre Playmobil – Entdecke die Welt
Eine Wanderausstellung des Historischen Museums der Pfalz Speyers
- 2006: Kult um den Ball: auf den Spuren des Fußballs
- 2006: Glanzlichter 2005 – Internationaler Naturfotowettbewerb
- 2006–2007: Schönheit im Alten Ägypten. Sehnsucht nach Vollkommenheit
- 2007: Synagogen in Deutschland
- 2007: Glanzlichter 2006 –  Internationaler Naturfotowettbewerb
- 2007–2008: Maya. Könige aus dem Regenwald
- 2008: Glanzlichter 2007 – Internationaler Naturfotowettbewerb
- 2008–2009: Paradiese der Südsee. Mythos und Wirklichkeit
- 2009: Nasca Korrespondenzen: Zeitgenössische Kunst im Dialog mit Alt-Peru
- 2009: Glanzlichter 2008 – Internationaler Naturfotowettbewerb
- 2009: Evolution schafft Vielfalt
- 2010: Zypern – Insel der Aphrodite
Gezeigt wurden über 200 Exponate aus Sammlungen zyprischer Kunst. 116 davon steuerte die Republik Zypern bei, darunter die berühmte späthellenistischen Aphrodite-Statue, die Taucher vom Meeresgrund vor Nea Paphos bargen. Diese wurde erstmals in Deutschland gezeigt. Weitere Exponate stammten aus dem Louvre und deutschen Zypern-Sammlungen.
- 2010–2011: Duckomenta
- 2011: Giza – Am Fuß der großen Pyramiden
Ausstellung über die Ausgrabungen Georg Steindorffs und Hermann Junkers auf dem Giza-Plateau. Wilhelm Pelizaeus finanzierte die Grabungen und erhielt durch Fundteilung verschiedene Objekte. Gezeigt werden Funde aus vier Gräbern, die 100 Jahre nach ihrer Entdeckung im ursprünglichen Kontext präsentiert werden. Zu den Ausstellungsstücken aus dem Hildesheimer Museum kommen Leihgaben u. a. aus Leipzig, München und dem Ägyptischen Museum in Kairo.
- 2011: Wilhelm Pelizaeus – Kaufmann, Sammler, Museumsgründer
- 2012: Picasso. Magie der Grafik
- 2012: Der Archimedes-Code. Auf den Spuren eines Genies
- 2012–2013: Points of View. Orte der Fotografie
- 2012–2013: Edith Bernhauer: Orient und Okzident
- 2013: Die Macht der Toga. Mode im römischen Weltreich
- 2013: Gegenwelten. Die unsichtbare Seite der Dinge
- 2013: b.Kunst-Begegnung im künstlerischen Dialog
- 2014: Bienen in Gefahr – Menschen in Gefahr[1]
- 2014: Die Entstehung der Welt. Ägyptens letzter Schöpfungsmythos
- 2014: Josepha Gasch-Muche. Lichtphänomene aus Glas
- 2014: Fayum al Funun. Eine Quelle der Kunst
- 2014: Gerold Schülke. Wunderwelt der Pflanzen
- 2015: Eine Münze für St. Michaelis
- 2015: Hildesheim im Mittelalter. Die Wurzeln der Rose
- 2015: S wie Schmuck im Dialog mit der Antike. Die Kunst des Wolfgang Skoluda
- 2015–2017: Schätze für den Kaiser. Meisterwerke chinesischer Kunst (1368–1911)
- 2016: Mumien der Welt
- 2016–2017: Anja Schindler: Preziosen
- 2016–2017: Glanzlichter 2014 – Internationaler Naturfotowettbewerb
- 2016–2017: Welt Weites Wissen
- 2017: Glanzlichter 2015 – Internationaler Naturfotowettbewerb
- 2017: Marc Erwin Babej: Yesterday - Tomorrow
- 2017–2018: Alltägliche Reformation, Luther und seine Folgen
- 2017–2018: Werner Koch: Retrospektive
- 2017–2018: Mit 80 Objekten um die Welt
- 2017–2018: Städte – Burgen – Pyramiden, Kulturwelten im Lego Format
- 2018: Glanzlichter 2016 – Internationaler Naturfotowettbewerb
- 2018: Ta-cheru. Eine Reise ins Innere der Mumie
- 2018–2019: Kunstvoll – Hildesheim in Malerei und Grafik
- 2018–2019: Afghanistan – Menschen & Kulturerbe in Gefahr
- 2018–2019: Irrtümer und Fälschungen der Archäologie, eine Sonderausstellung des LWL-Museums für Archäologie Herne
- 2019: Abenteuer Mond – 50 Jahre Mondlandung[2]
- 2019: Glanzlichter 2017 – Internationaler Naturfotowettbewerb
- 2019: Südseeschätze
- 2019: Den Sammlern auf der Spur – Provenienzforschung am RPM
- 2019: Altes Ägypten – Neu in Szene gesetzt
- 2019–2020: Begegnungen: 5 Kulturen – 5000 Jahre
- 2019–2020: Voodoo
- 2020: Glanzlichter 2018 – Internationaler Naturfotowettbewerb
- 2020: Dahomey – Königreich aus Blut und Tränen
- 2020: Unser Afrika
- 2020–2021: Modische Schwergewichte aus Namibia – Traditionelle Kleidung und Schmuck der Hererofrauen
- 2020–2021: Faszination Ägypten – Frühe Grafiken und Aquarelle
- 2020–2021: Kräne – Brücken – Lokomotiven, Metallbauwelten von Märklin, Trix und Stabil
- 2021–2022: Seuchen – Fluch der Vergangenheit, Bedrohung der Zukunft
 Eine „führende Rolle bei der Konzeption und Organisation der viel beachteten Ausstellung“ hatte der Pneumologie und Pandemieexperte Tobias Welte[3]